# Broadwalk Waterfall
Der Broadwalk Waterfall ist ein kleiner Wasserfall am Nordrand der Stadt Lower Hutt in der Region Wellington auf der Nordinsel Neuseelands. Er liegt im Lauf des Korokoro Stream, der wenige Kilometer hinter dem Wasserfall in das Kopfende des Wellington Harbour mündet. Seine Fallhöhe beträgt rund 2 Meter. Stromabwärts liegt zudem der Korokoro Dam Waterfall.
Vom Parkplatz an der Stratton Streat bedarf es einer Gehzeit von rund fünf Minuten über den Trig Track zum Wasserfall.